# Mohns Park
Der Mohns Park ist eine rund 3,9 Hektar große Grünanlage im Stadtteil Nordhorn der ostwestfälischen Stadt Gütersloh.

## Geschichte

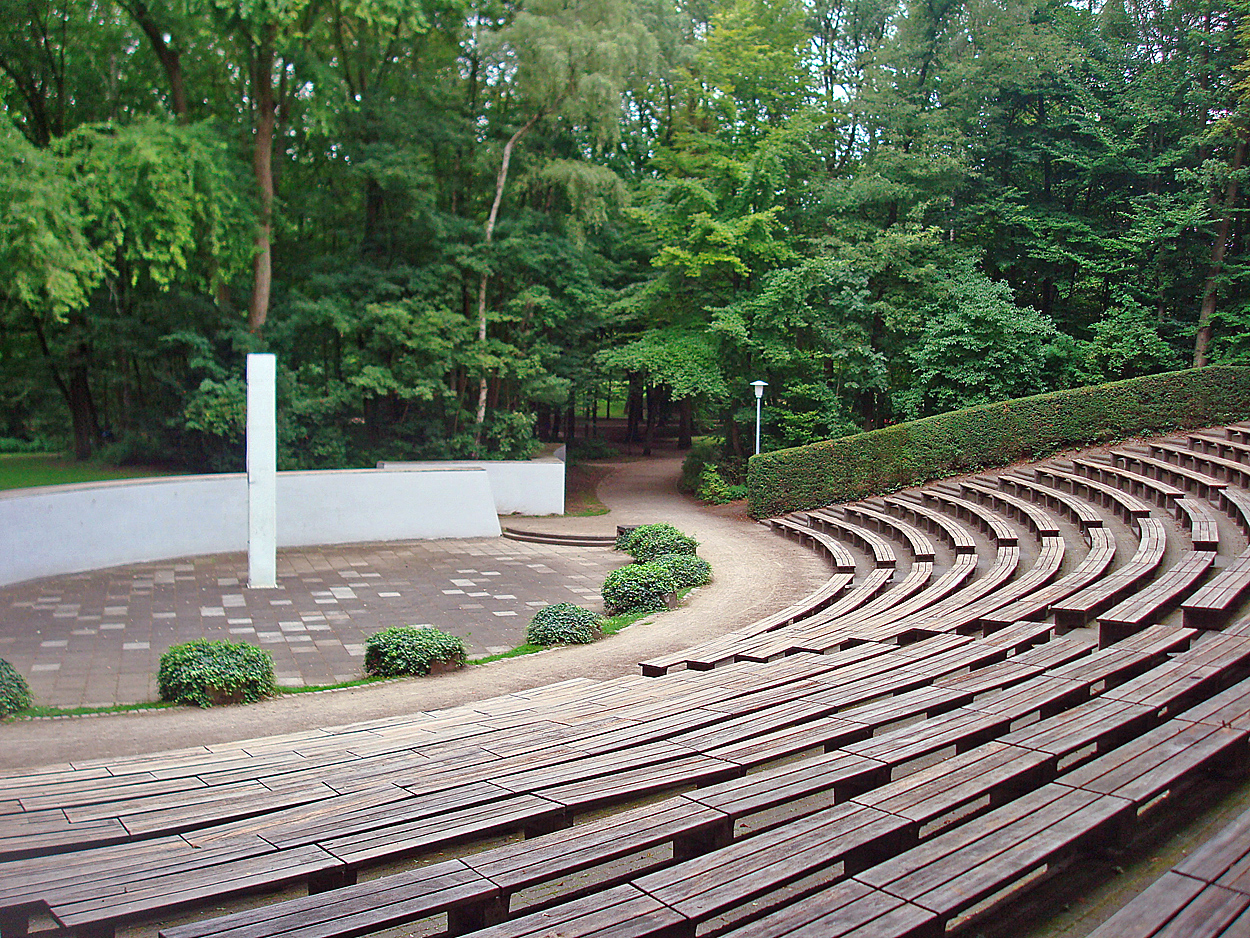
Freilichtbühne

Die heutige Fläche des Parkgeländes wurde im Jahr 1904 durch den namensgebenden Gütersloher Verleger Johannes Mohn  mit der Absicht gekauft, ein Stück typischer heimischer Heide- und Waldlandschaft zu erhalten und das Gelände der Bevölkerung als Park zur Verfügung zu stellen. Nachdem es wiederholt zu Problemen mit dem Verhalten einiger Parkbesucher gekommen war, ließ Mohn das Gelände umzäunen und damit zunächst unzugänglich machen.
In den 1930er Jahren gewährte Johannes Mohns Sohn Heinrich seinen Kindern zuliebe der Hitler-Jugend und dem Bund Deutscher Mädel zur Abhaltung von Freizeiten Zugang zum Gelände. Im Jahr 1935 wurde das hundertjährige Bestehen des Bertelsmann-Verlages auf dem Gelände zelebriert. Am 18. April 1937 veräußerte Friederike Mohn die Anlage zum Preis von 73.000 Reichsmark an die Stadt Gütersloh. Im darauf folgenden Jahr wurde der Mohns Park der Öffentlichkeit übergeben.
Seine heutige Form nahm der Park nach dem Ende des Zweiten Weltkrieges an. Aus rund 50.000 Kubikmeter Trümmern der vom Krieg stark in Mitleidenschaft gezogenen Stadt, vor allem aus dem Bereich der Blessenstätte, wurde bis 1949 ein Berg aufgeschichtet, auf dem eine bis heute bestehende Freilichtbühne errichtet wurde. Auch Kräfte der in Gütersloh stationierten Royal Air Force halfen bei den Aufbauarbeiten mit. Die 1.100 Besucher fassende Bühne wurde am 27. August 1949 feierlich mit einem Konzert eröffnet. Eine weitere Wiedereröffnung erfolgte am 19. August 1973 nach zehnmonatiger Umgestaltung zur Freizeitanlage. 2014 wurde die Freilichtbühne für 300.000 Euro neu modelliert und befestigt, die Betonfundamente und Holzauflagen der Sitzbänke komplett erneuert. Seitlich der Bühne wurde eine Rigolenversickerung angelegt.

## Heutige Ausstattung

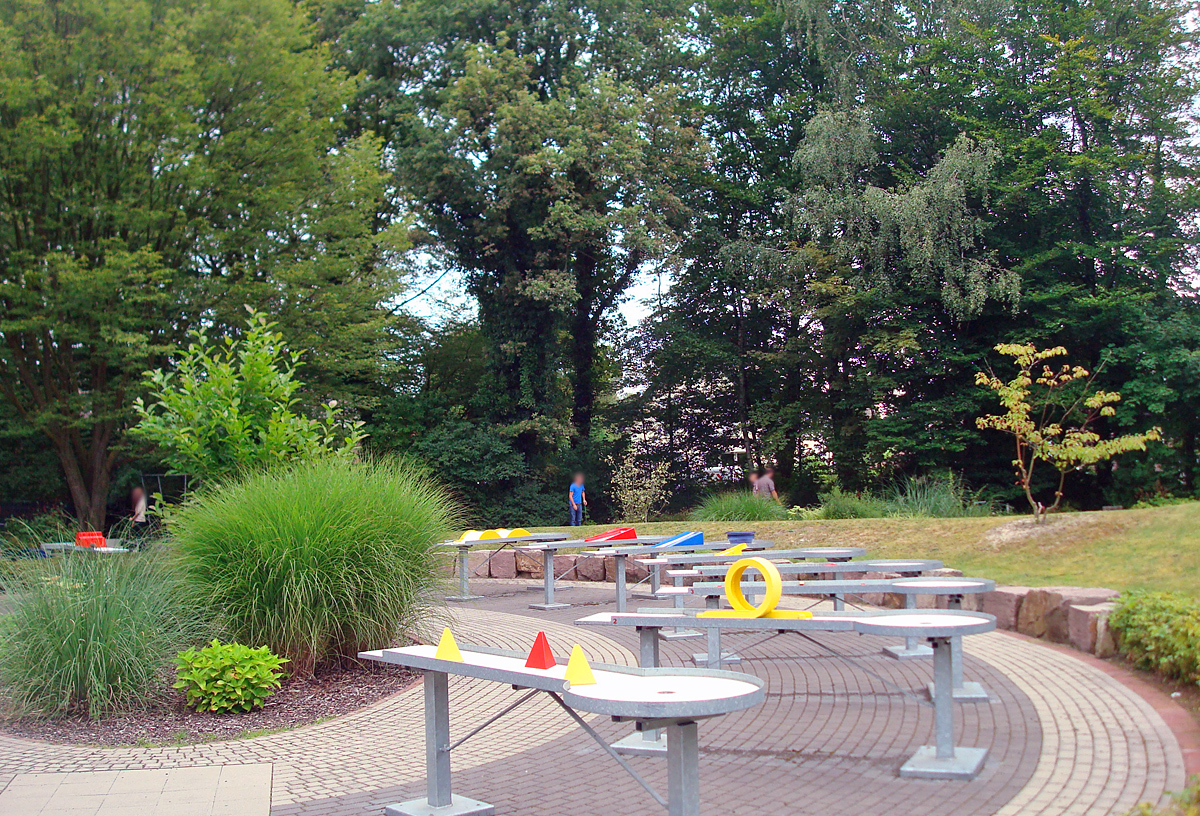
Minigolf- und Pit-Pat-Anlage

Der Mohns Park verfügt heute auf seiner knapp vier Hektar großen Fläche über eine in den 1970er Jahren errichtete Minigolf- und Pit-Pat-Anlage, ein Kneippbecken, einen Spielplatz mit Kinderseilbahn sowie einen Wasser- und Matsch-Spielplatz. Eine ehemals bestehende Tennisanlage wurde inzwischen in eine Rollhockeyanlage umgewandelt, die im Winter geflutet und zum Eislaufen verwendet werden kann. Neben einigen Outdoor-Fitness Geräten befindet sich seit Juli 2018 eine 144 m² große Calisthenics-Anlage neben der Rollhockeyanlage, welche Sport mit dem eigenen Körpergewicht erstmals auch in Gütersloh möglich macht. Diese Erweiterung wurde durch die Initiative CALI16 in Kooperation mit einigen Vereinen und lokalen Sportlern im Rat beantragt und mit finanzieller Unterstützung der Stadt Gütersloh, der Bürgerstiftung Gütersloh, der BfGT sowie Bertelsmann umgesetzt. Die Freilichtbühne wird bis heute regelmäßig für kulturelle Veranstaltungen genutzt, u. a. ist sie Schauplatz der Veranstaltungsreihe Gütersloher Sommer.
Durch seinen unverändert waldartigen Charakter stellt der Mohns Park neben dem Gütersloher Stadtpark, dem Riegerpark und dem Park des LWL-Klinikums eine bis heute wertvolle städtische Grünanlage dar.